# 変声
変声（へんせい）とは、ヒトの発声器官の成長によって声帯振動、発声の様式が変わり声の音域や音色が変化すること。一般的に声変わり（こえがわり）とも言う。人によって個人差がある。

## 概説
変声、声変わりは第二次性徴と共に起こり、男子の場合、テストステロン亢進の影響による第二次性徴の発現として身長の伸びのピークが過ぎた頃に変声が生じ、変声後は第二次性徴の後期の表れとして身長があまり伸びなくなる。男女共に見られる変化であるが男性は顕著である。
女声の声域があまり変わらない（音階では2音半、三度程度）が男声は変声を過ぎると声の高さが1オクターブまたは1オクターブ以上低くなる。したがって、変声後の男女の声の高さはおおむね1オクターブ弱異なることになる。
ただし、民族的、文化的な相違も見られる。これには先天的な理由によるものと後天的な理由によるものがある。また、喉仏（喉頭隆起）も目立つようになる。近年の日本では女性や幼児の声が従来より低くなる傾向があり、男女間の声域の差はやや少なくなってきている。
成人男性であっても、喉頭隆起が目立たず目立った変声が起こらず、女性と等しいまたは相似する高い声域を維持することが稀にある。
男性は変声前に去勢を行うと変声を迎えない（カストラート）。
なおカウンターテナーは、変声期後の年齢に達した男性が、地声またはファルセット（裏声）によって女声のアルトやメゾソプラノに匹敵する音域で歌う形式である。ソプラニスタは、女声のソプラノに匹敵する音域で歌うことができる成人男性歌手で、女声の高い音域と男声の力強さを兼ね備えるが、世界的にも稀少。

## 男声と女声の違い
男声と女声の違いは、ほとんどが声種の違いによるものである。変声期以前は男女とも頭声主体で発声する人が大半だが、男性の場合は第二次性徴期に声帯周辺の筋群の均衡が急変し、胸声主体の発声を強いられることになる。これが変声と呼ばれるものである。1オクターブ下がるといわれるのは頭声と胸声の音域の差である。
変声の初期において、発声者は習慣的に頭声発声をしようとするから発声は不安定なものとなり調子外れな声を出すことになる。多くの場合、これを嫌って頭声をほとんど使わない発声へ移行する。一方、変声がゆっくり進行する場合や発声者が脱調をいとわない場合などでは、頭声の要素が多く残ることがある。この場合、声変わりしたことを本人が自覚しないことがあり、女性のように高い音域を維持することが多い。また、ややノイジーな声になることも多い。
逆に女性や小児であっても胸声発声が習慣付く人も存在する。この場合は成人男性に近い音域になる。特に日本人は女声の胸声発声を嫌う傾向が欧米より強いようで、だみ声や悪声などと言われ敬遠される風潮があったが、最近では落ち着いた深みのある声としてむしろ好む傾向も生まれていて、価値観が多様化しているところである。
女性や小児の声が少しずつ低くなっていると言われるのは、胸声発声する子供や女性が増えているために平均値が下がっていることを意味する。

## 変声と男性歌手
変声後の男性のほとんどが、特に高い声を出す際に独特の裏声を用いるようになる。これが（狭義の）ファルセットであり、成人男性特有とされ、独特の音色を持つ。小児や女声でこの声種を扱う人はまれ（女声の裏声をファルセットと呼ぶこともあるが男性のものとは異なる）で、また男性でも頭声を積極的に扱うような人はあまり出さなくなる。
変声前の男児の合唱は少年合唱と呼ばれ、声域は成人女性よりやや高く、声質に特徴がある（しばしば少年合唱に女児も加わる）。男児のソプラノは特にボーイソプラノと呼ばれるがこれは女性が教会で歌えなかったことに加え男児の方が体格も小さく高い声を発することに向いているからである。

## 声優
アニメや吹き替えでは変声期前の少年役には女性声優を起用することがほとんどであるが、稀に高音発声に長けた成人の男性声優が担当することもある。千葉繁は、変声期前・変声期後いずれの声色も使えていた。一方、キャラクターが成人した後も元々のイメージ保持等の理由で、女性声優がそのまま担当を続けることもある。
リアルさを狙って同年齢の男の子役を起用することもあるが、長期にわたるシリーズなどでは声変わりしてしまうこともある。それを利用してキャラクター自体の成長を演出するといった例もある。アニメ映画『耳をすませば』の天沢聖司役を演じた高橋一生はアフレコ収録段階では声変わり前の状態だったが、アフレコ収録が終了から程なくして声変わりしている。